# Карпеня
Карпѐня (на италиански: Carpegna) е село и община в Централна Италия, провинция Пезаро и Урбино, регион Марке. Разположено е на 748 m надморска височина. Населението на общината е 1689 души (към 2010 г.).